# Gontie Junior Diomandé
Gontie Junior Diomandé (* 20. Mai 2003) ist ein ivorischer Fußballspieler.

## Karriere
Diomandé wechselte zur Saison 2021/22 aus Ghana vom Sporting Club Accra nach Österreich zu den drittklassigen Amateuren des Bundesligisten SV Ried. Im August 2021 spielte er gegen den USV St. Anna erstmals in der Regionalliga. Nach sechs Regionalligaeinsätzen debütierte der Ivorer im September 2021 bei seinem Kaderdebüt für die Profis in der Bundesliga, als er am achten Spieltag gegen den Wolfsberger AC in der 85. Minute für Leo Mikić eingewechselt wurde. Dies blieb sein einziger Saisoneinsatz. In der Spielzeit 2022/23 kam er bis zur Winterpause dreimal zum Einsatz.
Im Januar 2023 wechselte Diomandé auf Kooperationsbasis zum Zweitligisten SKU Amstetten. Für Amstetten absolvierte er acht Partien in der 2. Liga, ehe er im Mai 2023 wieder nach Ried beordert wurde. Dort machte er bis Saisonende weitere fünf Spiele in der Bundesliga, aus der er mit Ried aber abstieg. In der 2. Liga kam er in der Saison 2023/24 dann elfmal zum Einsatz.
Zur Saison 2024/25 wechselte Diomandé innerhalb der Liga zum First Vienna FC, bei dem er einen bis 2026 laufenden Vertrag erhielt.